# Christie Brinkley
Christie Brinkley, nata Christie Lee Hudson (Monroe, 2 febbraio 1954), è una supermodella statunitense.
Celebre principalmente negli anni settanta e ottanta per le sue molteplici copertine su Sports Illustrated Swimsuit Issue, la Brinkley ha anche lavorato come attrice, illustratrice, fotografa, scrittrice e stilista, ed è molto attiva nel campo dei diritti umani, dei diritti degli animali e dell'ambientalismo. Ha un patrimonio di circa 80 milioni di dollari.

## Carriera nella moda
Scoperta nel 1973 dal fotografo statunitense Errol Sawyer a Parigi,dove stava studiando arte Christie Brinkley ottiene un contratto con l'agenzia di moda Elite Model Management, grazie al quale ha la possibilità di apparire in alcune campagne pubblicitarie internazionali.  Dopo essere apparsa numerose volte sulla copertina della rivista Glamour, la Brinkley ottiene un contratto ventennale con l'azienda di cosmetici CoverGirl. La modella inoltre ottiene tre volte consecutive la copertina di Sports Illustrated Swimsuit Issue (1979, 1980 e 1981), compare sulla prima edizione del calendario della rivista e nel 2005 appare sul numero celebrativo Sports Illustrated 40th Anniversary Issue's Hall of Fame.
Oltre che su Sports Illustrated, Christie Brinkley è apparsa sulla copertina di oltre 500 riviste, incluse US, Vogue, Newsweek, Rolling Stone, Esquire, Harper's Bazaar, Cosmopolitan, e LIFE. È inoltre stata la testimonial di Chanel No. 19, Prell, MasterCard, Breck, Diet Coke, Anheuser-Busch, Got Milk?, Healthy Choice, Max Factor, Nissan, Noxema, Revlon, Clairol, Borghese Cosmetics, Danskin, Nu Skin, Yardley of London, Halston, Vogue Patterns, Gottex e Black Velvet, fra gli altri. Nel 2019 diventa testimonial per l'azienda farmaceutica Merz Pharma leader nel settore dei trattamenti diNel 1998 Playboy ha nominato la Brinkley come una delle 100 donne più sexy del ventesimo secolo. Nel 2011 recita e canta nel musical Chicago, per cui vince il Broadway Beacon Award.

## Altre attività
La Brinkley ha anche occasionalmente lavorato come attrice. Il suo primo ruolo è stato nel 1983 in National Lampoon's Vacation al fianco di Chevy Chase, ruolo poi ripreso nel sequel del 1997 Vegas Vacation.
Nel 1983 ha scritto ed illustrato il libro su salute e bellezza Christie Brinkley's Outdoor Beauty and Fitness Book, che ha ottenuto un ottimo riscontro di vendite. Nel 1993 ha realizzato le illustrazioni per la copertina dell'album River of Dreams, di Billy Joel, con il quale è stata sposata dal 1985 al 1994, che le fecero ottenere il riconoscimento di "miglior copertina dell'anno" da parte della rivista Rolling Stone.
Ha inoltre firmato una collezione di occhiali da sole della Nouveau Eyewear, chiamata Christie Brinkley Perspectives, un proprio profumo chiamato Believe, ed una linea di gioielleria prodotta dalla Swank e la sua figura è stata trasposta in giocattolo dalla Matchbox Toys per una linea di bambole ispirata a vere modelle.

## Filmografia

### Cinema
- National Lampoon's Vacation, regia di Harold Ramis (1983)
- Las Vegas - In vacanza al casinò (Vegas Vacation), regia di Stephen Kessler (1997)
- Jack e Jill, regia di Dennis Dugan (2011)

### Televisione
- Innamorati pazzi (Mad About You) – serie TV, episodio 2x15 (1994)
- Ugly Betty – serie TV, episodio 4x08 (2009)
- Parks and Recreation – serie TV, episodi 5x09, 5x20, 7x07, 7x12 (2012-2015)
- I Goldberg (The Goldbergs) – serie TV, episodio 7x01 (2019)

## Curiosità
Fu sposata col cantante Billy Joel dal marzo 1985 al dicembre 1994 e comparve in un videoclip del futuro marito, intitolato Uptown Girl, del 1983, oltre che presente con la figlia in Leningrad del 1989. Compare inoltre nel videoclip intitolato "A Matter of Trust".
Christie Brinkley ha ispirato le fattezze del personaggio di Ariel nel film della Disney La sirenetta del 1989.